# Miłość i przeznaczenie
Miłość i przeznaczenie (La fuerza del destino) – meksykańska telenowela Televisy z 2011 roku. W rolach głównych Sandra Echeverría i David Zepeda. Produkcja była emitowana m.in. w Meksyku na kanale Las Estrellas.

## Emisja w Polsce
W Polsce telenowela była emitowana premierowo na antenie TV Puls, następnie powtarzana na kanale Novelas+. Opracowaniem wersji polskiej zajęło się Studio Akme. Autorem tekstu był Grzegorz Szymer. Lektorem serialu był Paweł Straszewski.

## Obsada
- David Zepeda – Iván Villagómez / Ivan McGuire
- Sandra Echeverría – Lucía Lomelí Curiel
- Gabriel Soto – Camilo Galván
- Laisha Wilkins – Maria Paz „Maripaz” Lomelí Curiel
- Juan Ferrara – Juan Jaime Mondragón
- Alejandro Tommasi – Gerardo Lomelí
- Pedro Armendáriz Jr. – Anthony McGuire „Toni”
- Delia Casanova – Carlota viuda de Curiel
- Rosa María Bianchi – Lucrecia Curiel
- Leticia Perdigón – Arcelia de Galván
- Kika Edgar – Carolina Muñoz
- Marcelo Córdoba – Antolín Galván
- Ferdinando Valencia – Saúl Mondragón
- Lucero Lander – Esther Domínguez de Mondragón
- Yuliana Peniche – Carmen Galván
- Jauma Mateu – David Mondragón Domínguez
- Roxana Rojo de la Vega – Judith Mondragón Domínguez
- Rosángela Balbó – Olga de los Santos
- Alfonso Iturralde – Silvestre Galván
- Ignacio Guadalupe – Benito Giménez
- Willebaldo López – Cleto
- María Prado – Gloria
- Joana Brito – María
- José Montini – Miguel Hernández „El Gordo”
- Ramon Valdez – Ezequiel
- Carla Cardona – Berenice Escalante
- Luis Bayardo – Sędzia Porfirio
- Roberto Sen – adwokat Castaño
- Jesús Moré – inżynier Orozco
- Ignacio López Tarso – Don Severiano
- Rafael del Villar – Rubiales
- Pablo Valentín – adwokat
- Héctor Sáez – sędzia
- Diego Velázquez – Alejandro „Álex” Lomelí Muñoz / Alejandro McGuire Lomelí
- Evelyn Zavala – Alicia Mondragón Galván „Lichita”
- Marilyz – Lucía Lomelí Curiel (w dzieciństwie)
- Adriano Zendejas – Iván Villagómez (w dzieciństwie)
- Renata Notni – Lucía Lomelí Curiel (nastolatka)
- Ilse Zamarripa – Maria Paz Lomelí Curiel (w dzieciństwie)
- Alfonso Gómez – Camilo Galván (w dzieciństwie)
- Eric Díaz – Antolín Galván (nastolatek)

### Role specjalne
- Leticia Calderón – Alicia Villagómez
- Beatriz Moreno – Estela
- Agustín Arana – Robert „Bob” Rodríguez
- Yessica Salazar – Juliette Abascal de Rodriguez
- Andrea Legarreta – Verónica Resendiz
- Mónica Miguel – uzdrowicielka Seri
- Antonio Medellín – Wielki Wódz Seri